# Arandas (Jalisco)
Arandas er en kommune i Altos Sur region af staten Jalisco i Mexico. Den ligger omkring to timer øst for Guadalajara. Kommunen dækker 1.238,02 km² og bebos af 80.193 (2005).
20°42′N 102°18′V / 20.7°N 102.3°V